# Ралли, Замфир

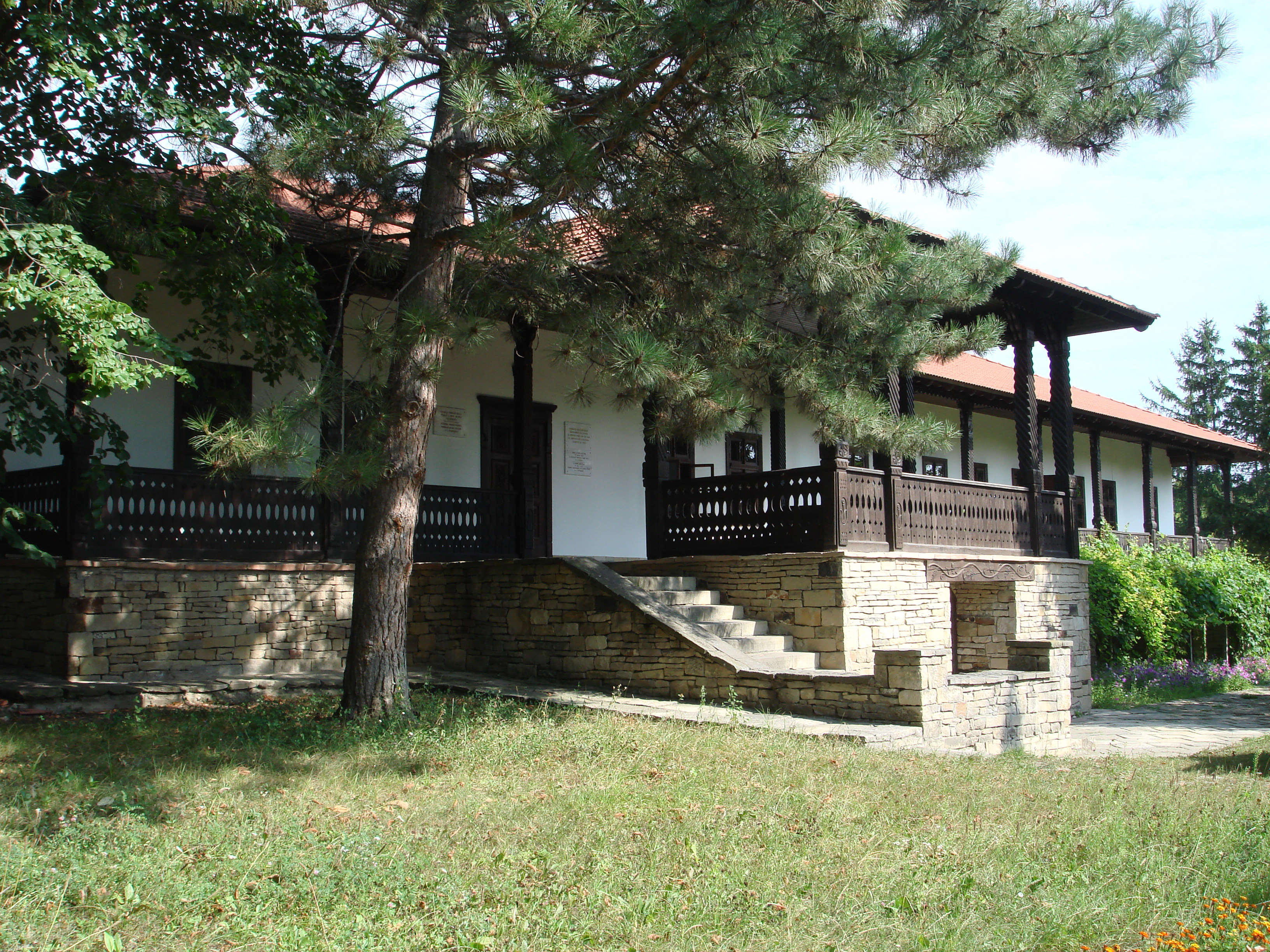
Дом-музей «Усадьба семьи Ралли» в Долне

Замфир, или Захар Ралли (1769 — 22 декабря 1831) — бессарабский помещик, владелец села Долна, коллежский асессор, член областного суда.
В конце XVIII века греческий купец Замфираки Ралли поселился в Молдавии, где благодаря браку с представительницей местного боярства, происходившей от древнего рода Арборе, получил дворянское достоинство. Известен главным образом тем, что принимал в своём доме А. С. Пушкина во время южной ссылки 1820-23 гг. О том, что Пушкин бывал у семейства Ралли как в Кишинёве, так и в Долне, сообщает И. П. Липранди. Жена у него была, по Липранди, «очень умная и начитанная» и поэт «любил болтать с нею». В советское время усадьба Ралли в Долне была музеифицирована, а само село переименовано в Пушкино.

## Дети
- Григорий, или Георгий (1797—1835)
- Екатерина (1798—1869), жена престарелого чиновника Апостола Стамо (1755—1830). В 1831 г. Н. С. Алексеев писал Пушкину, что она овдовела и наконец «свободна»[2]. До этого в письме к Алексееву поэт вспоминал «о Кишинёве, о красавицах, вероятно состарившихся».
- Иван (1799—1858); женат на Анне Павловне Полторацкой, двоюродной сестре Анны Керн
- Михаил (1801—1861)
- Мариола (ум. ок. 1830), жена майора Фёдора Метлеркампфа. В письме к Вигелю (22 окт.-4 нояб. 1830), написанном вскоре после её свадьбы, Пушкин просил передать, что «целует ручки Майгин и желает ей счастья на земле, умалчивая о небесах»[3].
- Константин (1811—1856), отец народника З. К. Арборе-Ралли, который со слов тётки Екатерины записал некоторые семейные предания о Пушкине[4].
- Елена (1813—1875)